# 化け草履

境港市水木しげるロードに設置された「ばけぞうり」のブロンズ像

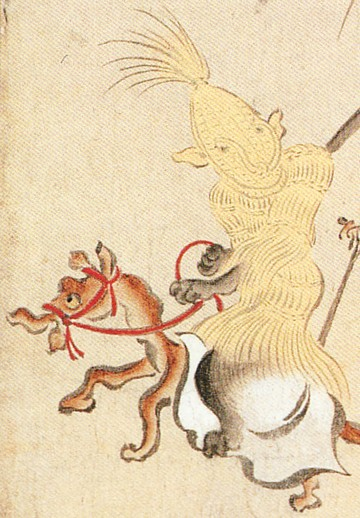
『百鬼夜行絵巻』にある草履の妖怪（室町時代）

化け草履（ばけぞうり）は、日本の妖怪の一種で、草履の妖怪。

## 概要
昭和・平成以降の妖怪に関する図鑑などに掲載されている妖怪。古くなって粗末に捨てられた草履が化けたもので、夜に歌い出したりしたなどと解説されている。
主に水木しげるによる妖怪図鑑で「化け草履」は、履き物を粗末にする者の家で、夜間に「化け草履」が「カラリン、コロリン、カンコロリン、まなぐ三つに歯二ん枚」と歌い出したと解説されているが、これは佐々木喜善によって『聴耳草紙』に収録された昔話「履物の化物」を紹介したもので、実際、水木の描いている化け草履は歌に登場するような「三つ目」（まなぐ三つ）にも描かれておらず、解説と絵画は一致していない。喜善によって岩手県で採集されたこの原話では、「草履」ではなく「履物」と述べられているが、「歯が二枚」と自身の特徴を歌っている内容から見ても、草履ではなく下駄の話である。水木の解説は、あくまで「履物が化けた」という別個の昔話を解説に引用しているだけであり、「化け草履」とされる存在がそのように歌ったとする昔話が伝承されているわけではない。
村上健司は、履物の化物や化け古下駄のような存在は、「履物を粗末にしてはいけない」という教訓も含む昔話の中に登場する存在として語られた妖怪と位置付けており、現実的に身近な遭遇譚などとして化け草履が民間に伝承されていたわけではないとしている。

## 草履の妖怪
草履を妖怪として表現した例は、古くは室町時代の妖怪絵巻『百鬼夜行絵巻』に、藁の手足を持つ藁草履の妖怪が描かれているのを見る事が出来る。江戸時代以後は、草履のほかにも足駄などの履物が、妖怪を主題としたおもちゃ絵や双六などを中心に、提灯お化けや唐傘お化けなどのように描かれているのを確認することが出来る。これらの妖怪には昔話の化け草履のような要素は見られない。